# 상전이

상전이(相轉移, phase transition) 또는 상변화는 통계역학적 계의 매개변수를 바꾸는 과정에서 물리적 성질 가운데 일부가 급격하게 변하는 현상이다. 물리적 성질이 매끈하게 변하는 매개변수 구역을 상이라고 하며, 물질이 고체, 액체, 기체, 플라스마 상태 사이에서 변화하는 것을 상변화라고 한다.
상전이라는 개념은 주로 물리학에서 나온 것이지만, 복잡계를 설명할 때에도 사용된다. 즉, 물리학적인 계뿐만이 아니라 생물학적, 사회학적인 계에서도 상전이라는 개념을 사용한다.

## 상전이의 분류
파울 에렌페스트가 분류한 상전이는 고전적인 상전이 분류라 한다. 이는 자유 에너지의 몇 차 미분에서 불연속점이 있는가를 통한 분류법이다. 그러나 어떤 계에서는 미분이 발산하는 경우가 있어 제한적이다. 현대적인 상전이의 분류는 다음과 같다.
1차 상전이에는 잠열(숨은열, Latent Heat)이 관계되어 있다. 상이 바뀔 때, 일정한 양(일반적으로 많은 양)의 잠열을 흡수하거나 내보낸다. 이러한 잠열의 교환이 크기 때문에, 1차 상전이에서는 계 전체가 한꺼번에 상을 바꾸는 것이 아니라, 부분적으로 상이 바뀌는 "상이 혼합된 상태"가 된다. 대표적인 예로 끓는 물이 있다. 물이 끓는 것은 물 전체가 한꺼번에 수증기로 바뀌는 것이 아니고 국소적으로 물이 수증기로 바뀌는 것이다. 이때 물과 수증기는 열평형을 이룬다. 이런 상이 혼합된 상태는 일반적으로 기술하기가 어렵다.
2차 상전이에서는 잠열이 없기 때문에 상이 연속적으로 바뀐다. 수증기는 압력을 서서히 가해 주면 응축하여 물이 된다. 이는 열에 의해 끓고 식는 것과 다른 현상이다. 따라서 끓는 물에 압력을 가해 주면 나중에는 물과 수증기가 구별이 없어지는 상태가 된다. 이러한 상태를 임계점이라고 한다. 2차 상전이는 이 임계점 위의 상변화를 말한다.

## 상전이의 예
- 물과 관련된 상으로 물, 얼음, 수증기가 있다. 열을 가하거나 압력을 가해주면 이들이 서로 바뀐다. 우리가 실생활에서 보는 물의 상전이는 대부분 1차 상전이로서 잠열이 필요하다. 하지만, 상전이 임계점을 넘는 고온, 고압에서는 2차 상전이가 일어나기도 한다.
- 자성체가 외부 온도나 외부 자기마당에 따라서 강자성과 상자성의 성질을 띠는 것이다.
- 단백질 접힘이나 생물의 군집 형성에도 상전이 현상이 나타난다.
- 금융 시장의 거품 형성 등도 상전이 현상으로 설명될 수 있다.

## 같이 보기
- 통계역학
- 임계현상